# Шацкий, Александр Владиславович
Алекса́ндр Владисла́вович Ша́цкий (31 июля 1890 — 15 июля 1957) — советский хирург, детский хирург, доктор медицинских наук, профессор, генерал-майор медицинской службы (1945), генерал бригады Войска Польского (1944).

## Биография
Окончил гимназию в 1908 году, Военно-медицинскую академию Санкт-Петербурга в 1913 году. По окончании начал службу в Русской императорской армии как младший врач 3-го стрелкового полка (Лодзь), позже — старший врач. В РККА с 1918 года, участник гражданской войны. В послевоенные годы — врач клиники общей хирургии при Ленинградской военно-медицинской академии имени С.М.Кирова, доцент с 1930 года, заместитель заведующего кафедры с 1937 года, профессор с 1939 года.
В 1941 году возглавил кафедру военно-полевой медицины, в 1942 году — заведующий кафедры больничной хирургии. Вёл подготовку военных хирургов. В марте 1943 года произведён в полковники медицинской службы, с 29 марта 1944 года в Войске Польском. 6 апреля назначен главным хирургом Войска Польского. 30 декабря 1944 года решением Государственного совета произведён в генералы бригады. До 16 января 1946 года занимался организацией службы здоровья в ПНР, по возвращении в СССР возглавил кафедру хирургии детского возраста Ленинградского педиатрического института.
Автор более 70 научных работ, член Ленинградского хирургического общества.

## Личная жизнь
Супруга — Шацкая Вера Ивановна (1902—1990).
Похоронен на Богословском кладбище г. Санкт-Петербурга, участок № 33.

## Награды
Польша
- Крест Грюнвальда III степени (11 мая 1945)[2]
- Офицерский крест Ордена Возрождения Польши (1945)
- Медаль за Одер, Нейсе, Балтику
- Медаль Победы и Свободы

 СССР
- Орден Ленина (1945)
- Орден Красного Знамени (1944)
- Орден Отечественной войны
- Медали, в том числе: 
  - Юбилейная медаль «XX лет Рабоче-Крестьянской Красной Армии»
  - Медаль «За оборону Ленинграда»
  - Медаль «За победу над Германией в Великой Отечественной войне 1941—1945 гг.»
  - Медаль «За взятие Берлина»
  - Медаль «За освобождение Варшавы»